# Escalas curta e longa
As escalas curta e longa são dois de vários sistemas usados em todo o mundo para nomenclatura de números grandes. A escala longa é usada em todos os países do mundo de língua portuguesa exceto o Brasil e na maioria dos países da Europa continental e da América Latina. A escala curta é usada no Brasil e na maioria dos países de língua inglesa e árabe. Em todos estes países, embora as denominações sejam quase sempre traduzidas para a língua local, os termos são muito semelhantes etimologicamente. Algumas línguas, sobretudo na Ásia Oriental e Meridional, têm sistemas de nomenclatura de números grandes diferentes das escalas longa e curta.
A escala longa corresponde a um sistema de nomenclatura de números superiores a um milhão em que cada novo termo é 1 000 000 de vezes maior que o termo anterior. Por exemplo, um bilião é equivalente a um milhão de milhões (1012); um trilião é equivalente a um milhão de biliões (1018), e assim por diante.
A escala curta corresponde a um sistema de nomenclatura de números superiores a um milhão em que cada novo termo é 1 000 vezes maior que o termo anterior. Por exemplo, bilião ou bilhão é equivalente a mil milhões (109), um trilião ou trilhão é equivalente a mil biliões (1012) e assim em diante.
Para números naturais inferiores a mil milhões (< 109), as escalas são idênticas. Para números iguais ou superiores a um milhar de milhões (≥ 109), as duas escalas divergem ao usar as mesmas palavras para diferentes valores. Esta semelhança é frequentemente origem de vários equívocos.
Os termos escala curta e escala longa foram introduzidos em 1975 pela matemática francesa Geneviève Guitel.

## Comparação
Em números iguais ou superiores a um milhar de milhões (≥ 109), o mesmo valor numérico tem dois nomes diferentes, conforme está expresso na escala longa ou na escala curta. Da mesma forma, ao mesmo nome podem corresponder dois valores numéricos diferentes conforme está a ser usado nas escala curta ou longa.
Cada escala tem uma explicação lógica para atribuir o uso de diferentes denominações numéricas e valores dentro dessa escala. A lógica da escala curta tem por base as potências de mil, enquanto que a escala longa tem por base as potências de um milhão. Em ambas as escalas, o prefixo bi- corresponde a "2", tri- a "3" , etc. No entanto, só na escala longa é que os prefixos para além do milhão correspondem ao expoente real (de 1 000 000).
A escala longa utiliza a regra N, ou seja: 106N = N-ilião, enquanto que a escala curta utiliza a regra n-1, ou seja: 103n = (n-1)-ilião.
Os prefixos usados nos nomes dos grandes números correspondem à designação latina, desta forma obtém-se o nome: n-ilião, substituindo n pelo nome em latim do número correspondente à potência.
A tabela seguinte mostra a relação entre os valores numéricos e os nomes correspondentes nas duas escalas:
| Notação científica | Decimal                           | Escala curta                                                                       | Escala curta                                                                       | Escala longa                                                                           | Escala longa                                                                           |
| Notação científica | Decimal                           | Nome                                                                               | Lógica                                                                             | Nome                                                                                   | Lógica                                                                                 |
| ------------------ | --------------------------------- | ---------------------------------------------------------------------------------- | ---------------------------------------------------------------------------------- | -------------------------------------------------------------------------------------- | -------------------------------------------------------------------------------------- |
| 100                | 1                                 | um                                                                                 |                                                                                    | um                                                                                     | 1×1.000.0000                                                                           |
| 101                | 10                                | dez                                                                                |                                                                                    | dez                                                                                    | 10×1.000.0000                                                                          |
| 102                | 100                               | cem                                                                                |                                                                                    | cem                                                                                    | 100×1.000.0000                                                                         |
| 103                | 1.000                             | mil                                                                                |                                                                                    | mil                                                                                    | 1000×1.000.0000                                                                        |
| 104                | 10.000                            | dez mil                                                                            |                                                                                    | dez mil                                                                                | 10.000×1.000.0000                                                                      |
| 105                | 100.000                           | cem mil                                                                            |                                                                                    | cem mil                                                                                | 100.000×1.000.0000                                                                     |
| 106                | 1.000.000                         | um milhão                                                                          | 1×1.000×1.0001                                                                     | um milhão                                                                              | 1×1.000.0001                                                                           |
| 107                | 10.000.000                        | dez milhões                                                                        | 10×1.000×1.0001                                                                    | dez milhões                                                                            | 10×1.000.0001                                                                          |
| 108                | 100.000.000                       | cem milhões                                                                        | 100×1.000×1.0001                                                                   | cem milhões                                                                            | 100×1.000.0001                                                                         |
| 109                | 1.000.000.000                     | um bilhão                                                                          | 1×1.000×1.0002                                                                     | mil milhões                                                                            | 1000×1.000.0001                                                                        |
| 1012               | 1.000.000.000.000                 | um trilhão                                                                         | 1×1.000×1.0003                                                                     | um bilião                                                                              | 1×1.000.0002                                                                           |
| 1015               | 1.000.000.000.000.000             | um quatrilhão                                                                      | 1×1.000×1.0004                                                                     | mil biliões                                                                            | 1000×1.000.0002                                                                        |
| 1018               | 1.000.000.000.000.000.000         | um quintilhão ou um quinquilhão                                                    | 1×1.000×1.0005                                                                     | um trilião                                                                             | 1×1.000.0003                                                                           |
| 1021               | 1.000.000.000.000.000.000.000     | um sextilhão                                                                       | 1×1.000×1.0006                                                                     | mil triliões                                                                           | 1000×1.000.0003                                                                        |
| 1024               | 1.000.000.000.000.000.000.000.000 | um septilhão                                                                       | 1×1.000×1.0007                                                                     | um quatrilião                                                                          | 1×1.000.0004                                                                           |
| etc.               | etc.                              | Para passar de uma ordem denominada de magnitude à seguinte, multiplique por 1.000 | Para passar de uma ordem denominada de magnitude à seguinte, multiplique por 1.000 | Para passar de uma ordem denominada de magnitude à seguinte, multiplique por 1.000.000 | Para passar de uma ordem denominada de magnitude à seguinte, multiplique por 1.000.000 |

A tabela seguinte mostra a relação entre os nomes e os valores numéricos correspondentes nas duas escalas:
| Nome                     | Escala curta                                                                       | Escala curta                                                                       | Escala longa                                                                           | Escala longa                                                                           |
| Nome                     | Notação científica                                                                 | Lógica                                                                             | Notação científica                                                                     | Lógica                                                                                 |
| ------------------------ | ---------------------------------------------------------------------------------- | ---------------------------------------------------------------------------------- | -------------------------------------------------------------------------------------- | -------------------------------------------------------------------------------------- |
| milhão                   | 106                                                                                | 1.000×1.0001                                                                       | 106                                                                                    | 1.000.0001                                                                             |
| bilião ou bilhão         | 109                                                                                | 1.000×1.0002                                                                       | 1012                                                                                   | 1.000.0002                                                                             |
| trilião ou trilhão       | 1012                                                                               | 1.000×1.0003                                                                       | 1018                                                                                   | 1.000.0003                                                                             |
| quatrilião ou quatrilhão | 1015                                                                               | 1.000×1.0004                                                                       | 1024                                                                                   | 1.000.0004                                                                             |
| etc.                     | Para passar de uma ordem denominada de magnitude à seguinte, multiplique por 1.000 | Para passar de uma ordem denominada de magnitude à seguinte, multiplique por 1.000 | Para passar de uma ordem denominada de magnitude à seguinte, multiplique por 1.000.000 | Para passar de uma ordem denominada de magnitude à seguinte, multiplique por 1.000.000 |

## Utilização atual

Utilização das escalas curta e longa no mundo
escala longa
escala curta
ambas as escalas
outros sistemas
sem dados (Burundi e Brunei)